# 格兰特·麦考利
格兰特·麦考利（英語：Grant McAuley，1949年7月6日—），新西兰男子赛艇运动员。他曾代表新西兰参加世界赛艇锦标赛，获得一枚银牌和一枚铜牌。他也曾参加1976年夏季奥林匹克运动会。